# North Tipperary
North Tipperary was tot 2014 een van de twee bestuurlijke graafschappen binnen het graafschap Tipperary in Ierland. North Tipperary telde in 2006 65.988 inwoners. Hoofdstad was Nenagh.